# Kersey Graves

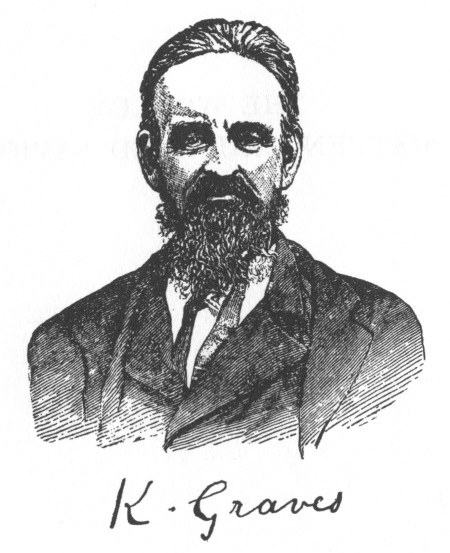
Kersey Graves

Kersey Graves (* 20. oder 21. November 1813 oder 1815 in Brownsville, Fayette County, Pennsylvania; † 4. September 1883 in Richmond, Indiana) war ein amerikanischer nontheistischer Quäker, Skeptiker, Schriftsteller, Spiritualist, Reformist und Atheist. Graves schrieb religionskritische Bücher, bis hin zu solchen, die religiösen Glauben als „falsch“ bezeichneten.

## Leben
Kersey wurde am 21. November 1813 als das siebte von acht Kindern von den Quäkern Elizabeth („Betty“) Jones und Enos Graves (auch Grave, Greaves) in Brownsville (Pennsylvania) geboren. Seine Familie und die Familien von ein paar seiner Onkel zog 1816 nach Wayne County (Indiana).
In seinem Leben ging er nur etwa drei oder vier Monate zur Schule und brachte sich sein Wissen durch Lesen selbst bei, sodass er dennoch als ein gut ausgebildeter Mann galt. Nach einer anderen Quelle erhielt er jedoch eine akademische Ausbildung und wurde Professor.
Im Alter von 19 Jahren begann er an einer Schule in Richmond zu unterrichten und setzte dies für die nächsten zwanzig Jahre fort. Er war Fürsprecher des Absolutismus und engagierte sich für einige radikale Freidenker im Quäkertum. Er interessierte sich auch für Sprachreformen.
Im August 1844 schloss er sich etwa fünfzig utopischen Siedlern in Wayne County an. Noch im selben Monat wurde er von ihnen wegen Vernachlässigung der Anwesenheit und der Gründung einer rivalisierenden Gruppe verstoßen. Die Gruppen, mit denen er danach in Verbindung gebracht wurde, beschäftigten sich mit Mesmerismus und Spiritualismus.

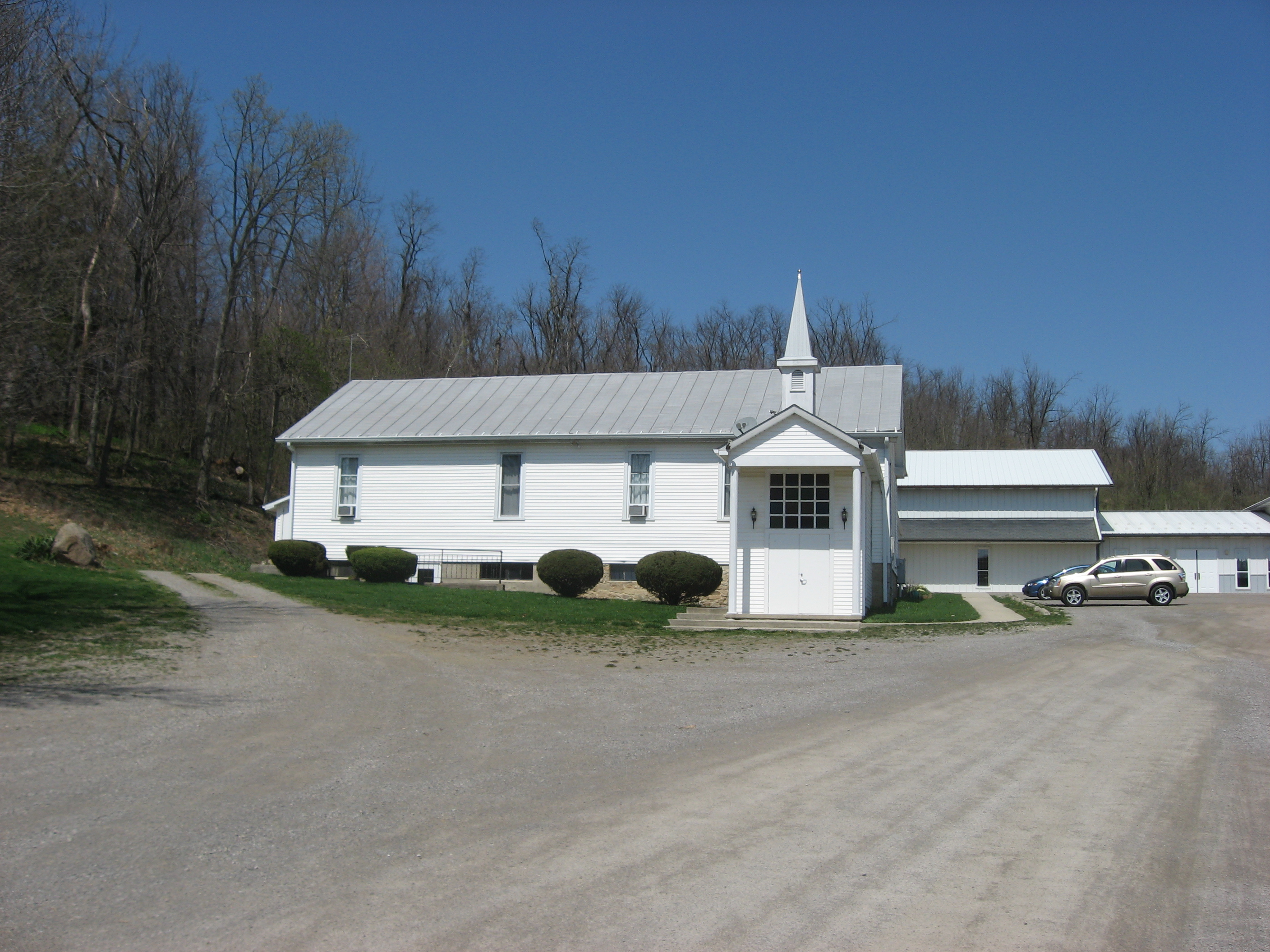
Goshen Friends Church (erbaut 1807 als "Mad River", seit 1819 oder 1824 "Goshen Meeting House") in Zanesfield, Logan County, Ohio

Im Juli 1845 heiratete er im heute als Goshen Friends Church bekannten Goschen Meeting House in Zanesfield die Quäkerin Lydia Michiner (* 18. Jan. 1814 in Cadiz, Harrison County, Ohio; † 19. März 1889 in Richmond, Wayne County, Indiana), Tochter von Abigail Stanton und Benjamin Michener. Das Goschen Meeting House war ein Zentrum der "Congregational Friends" und beschäftigte sich mit "Temperance and Peace", Gesundheitsreform, Antisklaverei, Frauenrechten und sozialistischem Utopismus.
Sie hatten vier oder fünf Kinder (darunter Benjamin Graves, * 1847; Sarah Elizabeth Grave, * 1849; Alonzo Graves, * 1857; Elma Graves, * 1859) in ihrem Zuhause in Harveysburg (Ohio) und zogen mit ihnen später zurück nach Richmond, wo sie sich eine Farm kauften.

## The World’s Sixteen Crucified Saviors
Graves’ bekanntestes Buch The World’s Sixteen Crucified Saviors behandelt viele Eigenschaften, Geschichten und Zitate, die denen von Jesus ähneln sollen, im Zusammenhang mit verschiedenen Gottheiten und argumentiert, dass Jesus entweder gar nicht existiert oder jedenfalls nichts mit dem Christentum zu tun gehabt habe.
Es soll von Peter Joseph und auch Dan Brown in ihren Werken Zeitgeist und Sakrileg als Quelle genutzt worden sein. Der Film Zeitgeist teilt aus Graves Buch nahezu vollständig eine Liste von angeblich Christus-ähnlichen Gottheiten und Dan Brown in seinem Buch Sakrileg die Behauptung, dass das Christentum auf vorchristlichen Gottheiten basiere (so Mitras, Osiris, Dionysos, Adonis und Krishna).
Kersey Graves wiederum (wie auch der Spiritualist Gerald Massey, 1828–1907, der alle Religionen auf ägyptische Mythologie zurückführte) bezog sich bei seinen Thesen insbesondere auf Godfrey Higgins‘ (1772–1833) posthum veröffentlichtes Buch Anacalypsis (1836), der Graves’ Annahme der Kreuzigung einiger "Erlöser" zuvorkam und von Graves als "zuverlässiger und vertrauenswürdiger Schriftsteller" hervorgehoben wurde aber selbst unbelegte (z. B. dass die hebräische Genesis ein buddhistischer Text gewesen sei) und vermutlich erheblich falsche Aussagen behauptete.
Richard Carrier, ein Gegner der Theorie des Jesusmythos, kritisierte Kersey Graves Buch als unzuverlässig und unwissenschaftlich.

## Werke
- The World’s Sixteen Crucified Saviors: Christianity Before Christ (1875)
- The Biography of Satan: Exposing the Origins of the Devil (1865)
- 163 Questions For Believers In Postmortem Punishment
- The Bible of Bibles: Or, Twenty-seven "Divine Revelations:" Containing a Description of Twenty-seven Bibles, and an Exposition of Two Thousand Biblical Errors in Science, History, Morals, Religion, and General Events; Also a Delineation of the Characters of the Principal Personages of the Christian Bible, and an Examination of Their Doctrines
- The Biography of Satan (Annotated): Or, a historical exposition of the devil and his fiery dominions
- Sixteen saviours or one? : The Gospels not brahmanic / (Cincinnati: Thomson, 1879)